# Rudy Verhoeven (scoutingleider)
Rudy Verhoeven is een voormalig Vlaams jeugdwerker en scoutingpersoonlijkheid. Van 2001 tot 2007 stond hij als verbondscommissaris aan het hoofd van het Vlaams Verbond van Katholieke Scouts en Meisjesgidsen (sinds 2006: Scouts en Gidsen Vlaanderen).
Sinds zijn jeugd was hij betrokken bij scouting op lokaal en regionaal vlak. In 1998 werd hij op nationaal niveau verkozen tot adjunct-verbondscommissaris. Hij bleef in deze functie tot hij in 2001 voor twee termijnen van drie jaar verkozen werd als verbondscommissaris, de afgevaardigd bestuurder van de Vlaamse scoutingorganisatie. Naast zijn engagement in de scoutingbeweging was hij ook actief in de Vlaamse Jeugdraad en na zijn carrière bij de scouts werkte hij als adviseur op het kabinet van minister-president Kris Peeters.
Tegenwoordig is Verhoeven opleidingshoofd sociaal werk aan de Karel de Grote Hogeschool te Antwerpen.
In 2007 stond hij namens CD&V op de verkiezingslijst van de senaat. Hierdoor trad hij terug als verbondscommissaris. Hij behaalde 31.911 voorkeurstemmen, maar werd niet verkozen.